# Terra Magazin
Revista Terra Magazin este o publicație de popularizare a științei, care apare lunar, fără întrerupere, din 1995.
Se adresează elevilor și profesorilor de gimnaziu și liceu, studenților din domenii ale științelor naturale și istorice, cercetătorilor, dar și unui public larg, interesat de fenomenele care se petrec, lună de lună, în jur.